# Malvalthaea heterophylla
Malvalthaea heterophylla är en malvaväxtart som beskrevs av Harald Harold Udo von Riedl. Malvalthaea heterophylla ingår i släktet Malvalthaea och familjen malvaväxter. Inga underarter finns listade i Catalogue of Life.